# Høj skønhedsøje
Høj skønhedsøje (Coreopsis tripteris) er en opretvoksende og høj, men kun svagt forgrenet staude. Dens højde og tilpasning til fugtige eller våde voksesteder gør, at den kan klare sig i konkurrence med andre kraftigt voksende sumpplanter. Derfor bruges den stadigt oftere i haver og parker.

## Beskrivelse
Høj skønhedsøje er en flerårig, urteagtig plante med opretvoksende, hårløse og blåduggede stængler. De er hule og helt udelte forneden, men grener sig svagt over midten og mere tydeligt øverst oppe, hvor blomsterne sidder. Bladene sidder modsat og de er uligefinnede med et aftagende antal småblade op langs stænglen. Småbladene er smalt elliptiske til lancetformede med dunhårede, lyst grågrønne undersider og svagt behårede, græsgrønne oversider. 
Blomstringen foregår i juli-september, hvor man finder blomsterne samlet i endestillede kurve. Kurvene har bægerbladslignende støtteblade, hvoraf de yderste er grønne og trådformede, mens de inderste er gule mod spidsen og mere bladagtige. De enkelte blomster danner dels en indre skive og dels en krans af randblomster. Skivekronerne er rør- eller linjeformede og brunrøde, mens randblomsterne har flade og gule kroner. Frugterne er nødder med en kort fnok.. 
Rodsystemet består af en kort, træagtig jordstængel og tykke hovedrødder.
Højde x bredde og årlig tilvækst: 2,00 x 0,40 m (200 x 40 cm/år). 

## Hjemsted
Høj skønhedsøje har sin naturlige udbredelse i det sydøstlige Canada og i det midtvestlige og østlige USA (dog ikke i Newfoundland og Labrador og New England-staterne). Den er knyttet til fugtige voksesteder i fuld sol eller let skygge med en leret eller sandet jordbund, men arten klarer sig også på mere tørre voksesteder, ofte svarende til nuværende eller tidligere prærie. 
Potomac-flodens slugt vest for Washington D.C. har oversvømmelser fra flere gange årligt til en enkelt gang hvert 15. år. Jordbunden er klippefyldt med et ret tyndt muldlag. Her findes der endnu rester af den oprindelige prærie, som dog ændrer karakter oppe ad skrænterne, hvor vegetationen bliver savanneagtig med små, spredte træer. Her vokser arten sammen med bl.a. Farvebælg, Cornus amomum (en art af kornel), Helianthus occidentalis (en art af solsikke), kalkunfod, langakset pragtskær, Lespedeza violacea (en art af kløverbusk), liden præriegræs, præriehirse, prærievadegræs, rødask og virginsk ærenpris
| Portal | Portal:Botanik |

## Note
1. ↑  missouriplants.com: Coreopsis tripteris Arkiveret 29. juni 2012 hos  Wayback Machine – (engelsk) tekst om netop denne plante, sådan som den indgår i Missouris biotoper
2. ↑  www.dcr.virginia.gov: Delstatsregeringen i Virginia: Natural heritage – (engelsk) oversigter over de vigtigste rester af de oprindelige vegetationer